# Bad Boys (canção de Alexandra Burke)
"Bad Boys" é uma canção da cantora britânica Alexandra Burke, que conta com a participação do rapper americano Flo Rida.
A canção é o 1º single do seu álbum de estreia "Overcome" e foi lançada no dia 12 de outubro no Reino Unido.
A canção de estilo pop/dance/R&B, atingiu o topo das paradas do UK Albums Charts mais uma vez, se tornando um big hit e também o seu 2º número um consecutivo.

## Recepção
A canção somente recebeu criticas positivas, um critico de música comparou a música com Womanizer da Britney Spears.
Já outro, chamou a canção de fenomenal e maravilhosa.
Nick Levine do Digital Spy deu para a canção  e adicinou: "o melhor single pop de 2009".

## Videoclipe
O videoclipe da canção conta com o rapper Flo Rida e foi lançado em Setembro. No vídeo, Alexandra entra num bar cheio de bad boys e começar a lutar com eles. O clipe também tem cenas dela dançando na rua.

## Paradas
| \| Parada (2009) \| Melhor posição \| \| ---------------------------- \| -------------- \| \| Reino Unido UK Singles Chart \| 1 \| \| Irish Singles Chart \| 1 \| 1. 2. 3. 4. |                |
| Parada (2009) | Melhor posição |
| Reino Unido UK Singles Chart | 1              |
| Irish Singles Chart | 1              |